# National Society of Film Critics Awards 1968
La 2ª edizione dei National Society of Film Critics Awards, annunciati il 5 gennaio 1968, ha premiato i migliori film del 1967 secondo i membri della National Society of Film Critics.

## Vincitori
A seguire vengono indicati i vincitori, in grassetto, e gli altri classificati, ciascuno col numero di voti ricevuti (tra parentesi):

### Miglior film
1. Persona, regia di Ingmar Bergman (18)
2. Gangster Story (Bonnie and Clyde), regia di Arthur Penn (9)
3. Treni strettamente sorvegliati (Ostře sledované vlaky), regia di Jiří Menzel (8)

### Miglior regista
1. Ingmar Bergman - Persona (maggioranza assoluta al primo voto)

### Miglior attore
1. Rod Steiger - La calda notte dell'ispettore Tibbs (In the Heat of the Night) (10)
2. Marcello Mastroianni - Lo straniero (8) ex aequo con Yves Montand - La guerra è finita (La guerre est finie) (8)

### Miglior attrice
1. Bibi Andersson - Persona (23)
2. Annie Girardot - Vivere per vivere (Vivre pour vivre) (20)
3. Edith Evans - Bisbigli (The Whisperers) (17)

### Miglior attore non protagonista
1. Gene Hackman - Gangster Story (Bonnie and Clyde) (16)
2. Jean Martin - La battaglia di Algeri (7)
3. Brian Keith - Riflessi in un occhio d'oro (Reflections in a Golden Eye ) (6)

### Miglior attrice non protagonista
1. Marjorie Rhodes - Questo difficile amore (The Family Way) (11)
2. Vivien Merchant - L'incidente (Accident) (10)
3. Ellen O'Mara - Su per la discesa (Up the Down Staircase) (8)

### Miglior sceneggiatura
1. David Newman e Robert Benton - Gangster Story (Bonnie and Clyde) (14)
2. Ingmar Bergman - Persona (13)
3. Jiří Menzel e Bohumil Hrabal - Treni strettamente sorvegliati (Ostře sledované vlaky) (10)

### Miglior fotografia
1. Haskell Wexler - La calda notte dell'ispettore Tibbs (In the Heat of the Night) (16)
2. Conrad L. Hall - Nick mano fredda (Cool Hand Luke) e A sangue freddo (In Cold Blood) (9)
3. Sven Nykvist - Persona (6) ex aequo con Nicolas Roeg - Via dalla pazza folla (Far From the Madding Crowd) (6)